# Mauricio Aros
Mauricio Fernando Aros Bahamondes (ur. 9 marca 1976 w Punta Arenas) – piłkarz chilijski grający na pozycji bocznego obrońcy lub pomocnika.

## Kariera klubowa
Aros piłkarską karierę rozpoczął w klubie Deportes Concepción. W jego barwach zadebiutował w 1995 roku w lidze chilijskiej i grał tam bez większych sukcesów do końca 1997 roku. Na początku 1998 roku przeszedł do stołecznego Universidad de Chile i w pierwszym swoim sezonie w tym klubie zdobył Puchar Chile. Z kolei rok później wywalczył swój pierwszy w karierze tytuł mistrza Chile, a w 2000 roku sięgnął po dublet (mistrzostwo + puchar).
W połowie 2001 roku Aros trafił do Europy i podpisał kontrakt z holenderskim Feyenoordem. W klubie tym nie zdołał jednak wywalczyć miejsca w podstawowej jedenastce i w rozgrywkach Eredivisie rozegrał tylko 5 spotkań. Miał też mały udział w wywalczeniu przez Feyenoord Pucharu UEFA. Latem 2002 Mauricio został wypożyczony do izraelskiego Maccabi Tel Awiw. Na koniec sezonu wywalczył z nim mistrzostwo Izraela. Z kolei w 2003 roku trafił na wypożyczenie do saudyjskiego Al-Hilal.
W połowie 2004 roku Aros wrócił do Chile. Został piłkarzem CD Huachipato, a po sezonie przeniósł się do Cobreloa, ówczesnego mistrza fazy Clausura. W tej drużynie grał przez dwa sezony, a w 2007 roku został piłkarzem Universidad Concepción.

## Kariera reprezentacyjna
W reprezentacji Chile Aros zadebiutował w 29 kwietnia 1998 roku wygranym 1:0 towarzyskim spotkaniu z Litwą. W tym samym roku został powołany przez Nelsona Acostę do kadry na Mistrzostwa Świata we Francji. Na tym turnieju wystąpił jedynie w meczu 1/8 finału z Brazylią (1:4). W 1999 roku zagrał wraz z Chile na Copa América 1999, a potem zaliczył także Copa América 2001 i Copa América 2004. Ostatni mecz w reprezentacji rozegrał podczas tego ostatniego turnieju - Chile przegrało 1:2 z Kostaryką. W kadrze narodowej zagrał 30 razy.